# 天樽增八
雙子座61，又名BD+20 1805，HD 58579、SAO 79391、HR 2837，是雙子座的一颗恒星，视星等为5.93，位于銀經198.29，銀緯16.66，其B1900.0坐标为赤經7h 21m 2.6s，赤緯+20° 16.66′ 27″。